# Ivan Aguéli

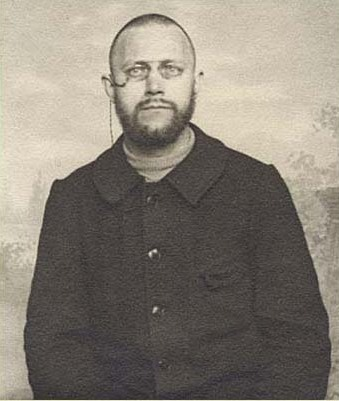
Ivan Aguéli

Ivan Aguéli (* 24. Mai 1869 in Sala, Schweden, als John Gustaf Agelii; † 1. Oktober 1917 in L’Hospitalet de Llobregat bei Barcelona, Spanien), nach seiner Konversion zum Islam auch Sheikh 'Abd al-Hadi Aqhili genannt, war ein schwedischstämmiger Wandersufi, Maler und Autor. Als Anhänger Ibn Arabis richtete er seine metaphysischen Studien auf die islamische Esoterik und deren Ähnlichkeiten mit anderen esoterischen Traditionen der Welt. Er nahm René Guénon in den Sufismus auf und gründete die Pariser Al Akbariyya-Gesellschaft. Als Maler fand er zu einem eigentümlichen Post-Impressionismus. Seine zumeist kleinformatigen Gemälde sind gegenständlich, doch durch Vereinfachung der Formen und sanfte, „blasse“ Farbgebung erzielen sie den Eindruck der Entrücktheit ihrer Gegenstände. Etliche von ihnen gingen in die Bestände von Museen ein.

## Kindheit und Jugend

Wappen der „Silberstadt“ Sala, in der Ivan Aguéli geboren wurde und aufwuchs

Ivan Aguéli wurde 1869 als Sohn eines Tierarztes in der sogenannten „Silberstadt“ Sala geboren, in der das Edelmetall bis 1908 gefördert worden ist. Salas Wappen zeigt gekreuztes Abbauwerkzeug unter einer Mondsichel, beides silberfarben, vor blauem Hintergrund. Eine Mondsichel ist nicht nur das alchemistische Symbol für Silber; in der islamischen esoterischen Anwendung der alten Symbolik von Stern und Halbmond steht sie auch für al-Insān al-kāmil, den universellen Menschen. Seltsamerweise sollten sich das Sufi-Konzept des „universellen Menschen“ wie auch dessen daoistisches Gegenstück des Chen jen (des „realisierten Menschen“) in Aguélis Leben als ausgesprochen bedeutungsvoll erweisen. Zudem hatte sich sein bekannter Vorläufer und wichtigster Anreger Emanuel Swedenborg, der aus einer wohlhabenden Bergbaufamilie stammte, mit mineralogischen, metallurgischen und alchemistischen Studien befasst. Für Swedenborg mündeten sie in einer Theosophie in der Tradition Jakob Böhmes.
In den Jahren 1879 bis 1889 betrieb Aguéli seine Studien in Gotland und Stockholm. Neben seinem ausgeprägten Interesse für Religion und Mystik zeigte er von frühster Jugend an eine außergewöhnliche künstlerische Begabung. Seine Leidenschaft für die Malerei geht aus seinem Ausspruch hervor: „Setzt mich auf Brot und Wasser, aber lasst mich malen!“
1889/1890 nahm Aguéli den slawischen Vornamen Ivan an, der von der Etymologie her mit seinem alten Vornamen John korrespondiert. Da er zunächst die russische Schreibweise bevorzugte, kann vermutet werden, bei seiner Namensänderung habe ein Einfluss solcher russischen Schriftsteller wie Fjodor Michailowitsch Dostojewski und Iwan Sergejewitsch Turgenew mitgewirkt, deren Werke er damals studierte und bewunderte. Nach Ananda Kentish Coomaraswamys Untersuchungen ist der Held Ivan der russischen Volksmärchen gleichbedeutend mit dem mystischen Ritter und erstem Gralshüter Gawain und damit auch dem Prinzen Ivan, der nach gefahrvoller Suche zum Wasser des Lebens vordringt.
Das Jahr 1890 verbrachte Aguéli in Paris, wo er Schüler des symbolistischen Malers Émile Bernard wurde, der eng mit Vincent van Gogh und Paul Gauguin befreundet war. Hier entschloss er sich zu einer französischsprachigen Adaption seines Nachnamens von Agelii zu Aguéli. Nach manchen Vermutungen spielte dabei auch eine Anspielung auf „Wasser“ eine Rolle. Auf seiner Rückreise nach Schweden unternahm Aguéli einen Abstecher nach London, wo er dem russischstämmigen anarchistischem Gelehrten Pjotr Alexejewitsch Kropotkin begegnete. In Stockholm wurde Aguéli an der Kunstakademie aufgenommen. Zu seinen Lehrern zählten die schwedischen Künstler Anders Zorn und Richard Bergh.

## Ibn Arabi und der Koran
Wie Nachforschungen in der Stockholmer Königlichen Bibliothek ergaben, entlieh Aguéli eine schwedische Übersetzung des Korans erstmals am 11. März 1892. Er begann nicht nur mit der Lektüre islamischer Schriften, darunter solche von dem einflussreichen Sufi Ibn Arabi, sondern zeigte auch in seinem Auftreten orientalische Sitten. Bei einer berüchtigten Begebenheit im Stockholmer Cafe Du Nord forderte er alle seine Begleiter auf, sich auf dem Teppich niederzulassen, was die Kellner mit einigem Befremden zur Kenntnis nahmen.
Ende 1892 ging Aguéli erneut nach Paris, wo er in die dortigen politischen Unruhen gezogen wurde.

## Paris und Anarchismus
Während dieser Periode war Aguéli in verschiedenen anarchistischen Zirkeln aktiv. Wegen seiner Verbindungen mit Anarchisten wie Maximilien Luce und Félix Fénéon wurde er 1894 verhaftet. Obwohl im bekannten „Prozeß der 30“ freigesprochen, hatte er vier Monate im Gefängnis Mazas zu verbringen. Er nutzte die Haft zum Studium des Korans und orientalischer Sprachen.
Nach seiner Entlassung 1895 reiste Aguéli nach Ägypten, wo er lebte, bis er 1896 nach Paris zurückkehrte. Hier konvertierte er zwischen 1898 und 1899 endgültig zum Islam und nahm den Namen Abd al-Hadi („Diener des Leitfadens“) an.

## Sri Lanka
1899 reiste Aguéli nach Colombo, wo er sich im malaiischen Viertel niederließ und bei einer islamischen Schule einschrieb, „um den Einfluß des Islam auf Nationen außerhalb Arabiens“ zu untersuchen. Finanzielle Probleme nötigten ihn 1900 zur Rückkehr nach Paris.

## Sufismus
1902 reiste Aguéli nach Kairo, wo er sich als einer der ersten Westeuropäer an der traditionsreichen al-Azhar-Universität einschreiben durfte. An ihr studierte er Arabisch und islamische Philosophie. In größter Armut lebend, arabisch gekleidet und immer besser arabisch sprechend, gewann Aguéli bald zahlreiche ägyptische Freunde.
Durch den angesehenen ägyptischen Scheich 'Abd al-Rahman Ilaysh al-Kabir (1840–1921) wurde Aguéli 1902 in den Sufi-Orden al-'Arabiyya Schadhiliyya aufgenommen. Der Scheich verlieh ihm außerdem den Titel Muqaddim of Europe, der sich bei Aguélis künftigen Reisen als äußerst wertvoll erweisen sollte.
Später wurde Aguéli auch in den Sufi-Orden Malamatiyya aufgenommen, wodurch sich für manche Historiker sein höchst unkonventionelles, zuweilen bizarres Verhalten wie etwa im weiter unten erwähnten Deuil-Vorfall erklärt.

## Il Convito
Mit dem Segen Scheich Shaykh Ilaysh' gründete Aguéli gemeinsam mit dem gesinnungsverwandten italienischen Journalisten Enrico Insabato (1878–1963) das Magazin Il Convito (arabisch An-Nadi), das von 1904 bis 1913 in Kairo erschien. Es wurde auf Italienisch geschrieben, um die Kolonialsprachen Französisch und Englisch zu vermeiden. Das Magazin war um einen Brückenschlag zwischen dem christlich geprägten Europa und der islamischen Welt bemüht. Den Anweisungen des Scheichs folgend, suchten Aguéli und Insabato den französisch-britischen Einfluss in der islamischen Welt zugunsten einer Unterstützung seitens Italiens zurückzudrängen. Daneben förderten sie die Verbreitung des Ibn-Arabi-Sufismus in Europa.
Ihren größten Erfolg in der Förderung des italienisch-islamischen Dialoges erzielten sie 1906, als der Scheich entgegen britischer Interessen eine Kairoer Moschee dem Gedenken des italienischen Königs Umberto I. weihte.
Schließlich wurde das zunehmend als „antikolonial“ gebrandmarkte Magazin 1913 von der britischen Kolonialverwaltung verboten und geschlossen.

## Erster Weltkrieg und Spanien

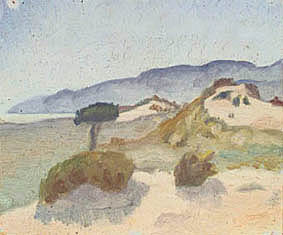
Landschaftsgemälde von Aguéli, um 1916

Aguélis Ablehnung der britischen Kolonialverwaltung lag so klar zutage, dass ihn der Generalkonsul 1916 mit der Begründung, er sei ein Spion des ottomanischen Reiches, nach Spanien auswies. Dort gestrandet, fehlten Aguéli die finanziellen Mittel zu einer Rückkehr nach Schweden.
Aguéli sandte zahlreiche Briefe mit der Bitte um finanzielle Unterstützung nach Schweden. Aufgrund seines Übertritts zum Islam und seiner beharrlichen Armut hatten sich die meisten seiner Freunde allerdings schon von ihm abgewandt; die Hilfe blieb aus. Am 3. Oktober 1917 schließlich traf ein von seinem Freund und Mentor Prinz Eugen ausgestellter Scheck über 1.000 spanische Peseten im schwedischen Konsulat ein, doch diese Hilfe kam zu spät. In den frühen Morgenstunden des 1. Oktobers war der 48-jährige schwedische Wander-Sufi in L’Hospitalet de Llobregat beim Überqueren der Bahngleise von einem Zug erfasst und getötet worden.
Der Prinz veranlasste die Übergabe des Schecks an Aguélis verarmte Mutter, die alle Ersparnisse zur Unterstützung ihres Sohnes geopfert hatte. Außerdem wies er den schwedischen Außenminister an, die gesamte Habe des Verunglückten zu sichern und zurückzuführen.
1920 wurden nahezu 200 aus diesem Nachlass ausgewählte Gemälde Aguélis in Eugens Stockholmer Villa Waldemarsudde ausgestellt. Die restlichen Werke wurden an beeindruckte Kunstfreunde verkauft.

## Aguéli, René Guénon und Al Akbariyya
Aguélis Freundschaft mit René Guénon, der damals das Pariser esoterische Magazin La Gnose herausgab, begann 1910. Auguéli hatte durch zahlreiche Artikel über Metaphysik, Sufismus und Daoismus Guénons Interesse am Islam erweckt. Als Moqaddim des Schadhiliyya-Ordens und Europabeauftragter von Scheich Ilaysh gründete Aguéli die geheime Sufi-Gesellschaft Al Akbariyya; hier weihte er 1912 auch Guénon ein.
Wie allgemein angenommen wird, blieben Existenz und Wirksamkeit von Al Akbariyya streng geheim. Bis 1930, als er – wie vor ihm Aguéli – nach Kairo reiste, trat Guénon nicht öffentlich als Muslim auf.
Es ist auch erwähnenswert, dass sich Guénon in seinem Buch Orient et Occident von 1924 ausführlich mit der metaphysischen Verwandtschaft zwischen Daoismus und Sufismus befasst, die Aguéli bereits 1911 in einem Artikel für La Gnose unter der Überschrift „Seiten, gewidmet Mercury“ berührte. Dieser Artikel zählt zu Aguélis bekanntesten Arbeiten. Auch manche andere Schüler nahmen Aguélis Anregungen auf, etwa Toshihiko Izutsu mit Sufism and Taoism von 1984.

## Aguéli und Swedenborg
In die Lehren des im 18. Jahrhundert wirkenden Mystikers Emanuel Swedenborg war Aguéli bereits als Jugendlicher eingeführt worden. Metaphysik und Unitarianismus Swedenborgs kamen dem christlichen Konzept der Göttlichkeit nahe. Sie beeindruckten Aguéli nachhaltig und trugen mit zu seiner Konversion zum Islam bei.
Die zuerst von Aguéli entdeckten Ähnlichkeiten zwischen Sufismus und Swedenborgs Metaphysik wurden erheblich später ausführlich von Henry Corbin in seinem 1995 veröffentlichten Buch Swedenborg and Esoteric Islam behandelt.

## Aguéli als Aktivist: Tierschutz, Feminismus
Als Sohn eines Tierarztes liebte Aguéli Tiere und trat auch öffentlich für ihre Rechte ein. Ein berüchtigter Vorfall trug sich 1900 unweit einer Stierkampfarena im Pariser Vorort Deuil zu: Aguéli schoss einen spanischen Matador an. Vor Gericht rechtfertigte er seinen Übergriff und weigerte sich, eine Bitte um Entschuldigung auszusprechen. Aufgrund der Unterstützung seitens der französischen Tierrechtsbewegung kam er mit einer Bewährungsstrafe davon. Im Laufe seines Lebens entwickelte Aguéli außerdem eine enge Freundschaft mit der exzentrischen französischen Dichterin und Tierrechtsaktivistin Marie Huot (1846–1930).
Für die Frage der Frauenrechte war Aguéli ebenfalls offen. In einem Brief an Huot stellte er sogar fest, wegen der Existenz weiblicher Sufi-Heiliger müssten Ibn Arabi und der Sufismus als profeministisch gelten. In einem anderen Brief bezeichnete er den schwedischen Dramatiker August Strindberg als „Idioten“, weil er behaupte, die Frau sei minderwertiger als der Mann.

## Aguéli und die Kunst
1912, während Aguéli in Paris lebte, begann er Artikel über zeitgenössische Kunst und Kunsttheorie zu verfassen. Zu seinen außergewöhnlichsten Texten zählt dabei ein Artikel, der sich mit Pablo Picasso und dem Kubismus auseinandersetzt. Er erweckte das Interesse des prominenten Pariser Lyrikers und Kunstkritikers Guillaume Apollinaire, der sich vergeblich bemühte, Aguéli für eine Reihe gemeinsam erarbeiteter Texte über Kunstfragen zu gewinnen. Später bemühte sich Aguéli, Begegnungen seines Mentors Prinz Eugen mit Picasso und Matisse zu ermöglichen.

## Aguélis Erbe

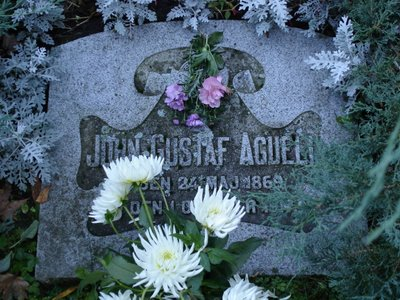
Aguélis Grabstein

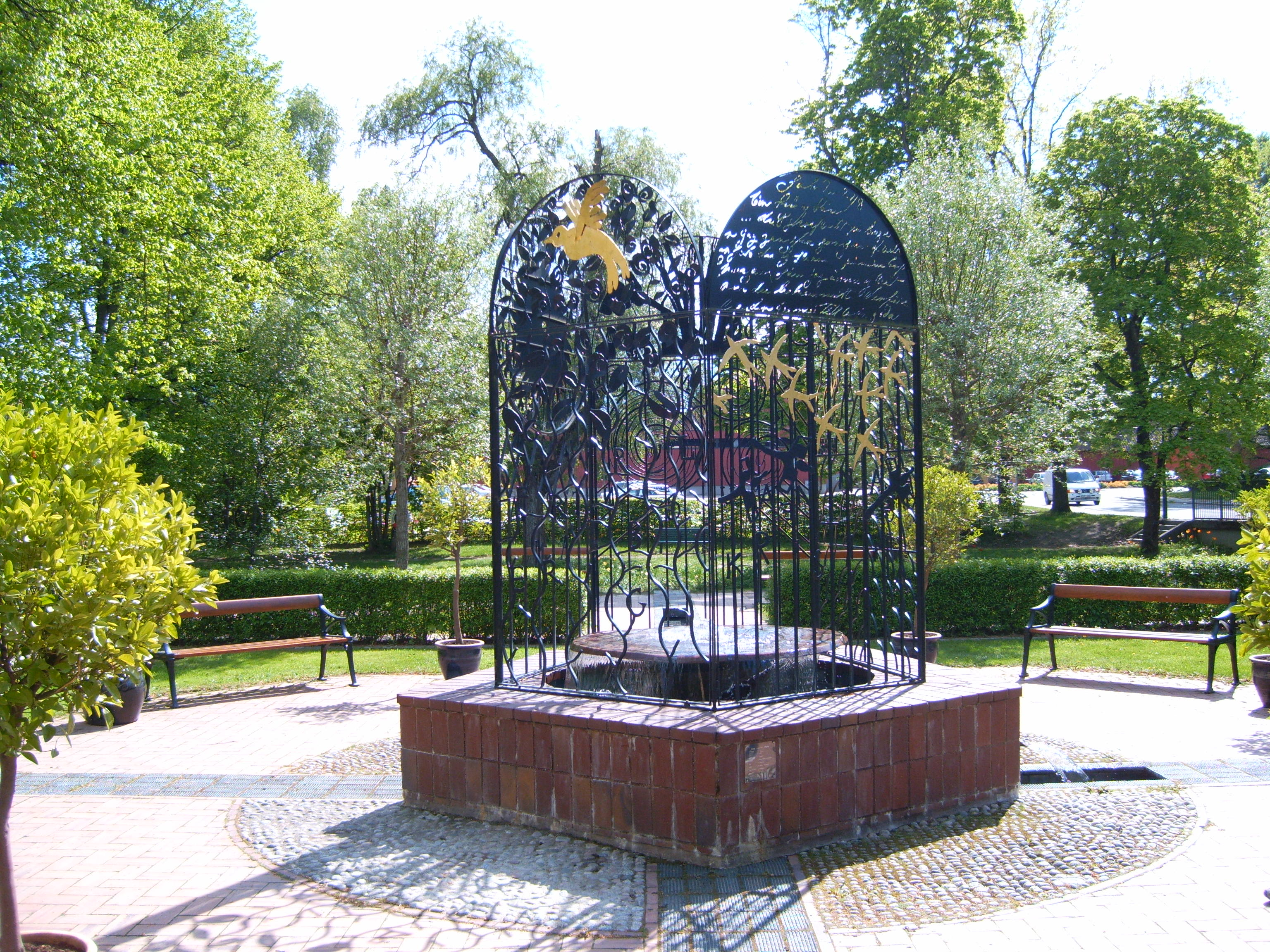
Ivan-Aguéli-Platz in Sala

In Schweden wird Aguéli zu den herausragenden Vertretern zeitgenössischer Malerei gezählt. Viele seiner Gemälde finden sich im Schwedischen Nationalmuseum, Stockholm, im Museum of Modern Art, New York und im Aguélimuseet, Sala. Seine Bedeutung wurde 1969 unterstrichen, als die schwedische Post anlässlich des 100. Geburtstages Aguélis sechs Briefmarken herausbrachte, die Gemälde Aguélis zeigen.
Aguélis sterbliche Überreste wurden 1981 von Barcelona nach Sala überführt, wo sie nach islamischen Riten unweit der Kristina-Kirche beigesetzt wurden. In Sala befindet sich auch das Aguéli Museum mit der umfangreichsten Sammlung von Kunstwerken Aguélis. Weiter sind in Sala ein Platz, ein Denkmal, ein Park und eine Straße nach Aguéli benannt.
Unter der Schirmherrschaft des schwedischen Königs Carl XVI. Gustaf wurde 2006 in der Stockholmer Villa Waldemarsudde erneut eine Ausstellung gezeigt, die dieses Mal neben dem Kunstschaffen Aguélis auch sein muslimisches Erbe würdigte.
Sufis hatten Aguéli nach seinem Tod den Titel Abd al-Hadi „Noor-u-Shimaal“ („Licht des Nordens“) verliehen, um so anzuerkennen, dass er als erster offizieller Sufi den Sufismus nach Westeuropa und Skandinavien gebracht hatte. Obwohl nicht gesagt werden kann, Aguéli sei Perennialist oder Traditionalist gewesen, begründeten seine Ideen doch einen gewissen ursprünglichen Traditionalismus, der später von Guénon und Schuon ausgearbeitet und etabliert wurde. In Schweden hat die Lehre von René Guénon und Frithjof Schuon Schüler wie Kurt Almqvist und Tage Lindbom gefunden.

## Weiterführende Literatur
- Ananda K. Coomaraswamy: Symplegades. In: Martin Lings, Clinton Minnaar: The Underlying Religion: An Introduction to the Perennial Philosophy. World Wisdom Books, 2007, S. 176–199.
- William Ralston Shedden-Ralston: Russian Folk-Tales. New York, 1873.